# Galerucella pici
Galerucella pici es una especie de insecto coleóptero de la familia Chrysomelidae.
Fue descrita científicamente en 1913 por Laboissiere.